# 16. Sinfonie (Mozart)
Die Sinfonie C-Dur Köchelverzeichnis 128  komponierte Wolfgang Amadeus Mozart im Jahr 1772 in Salzburg. Er war damals 16 Jahre alt. Nach der Alten Mozart-Ausgabe trägt die Sinfonie die Nummer 16.

## Allgemeines

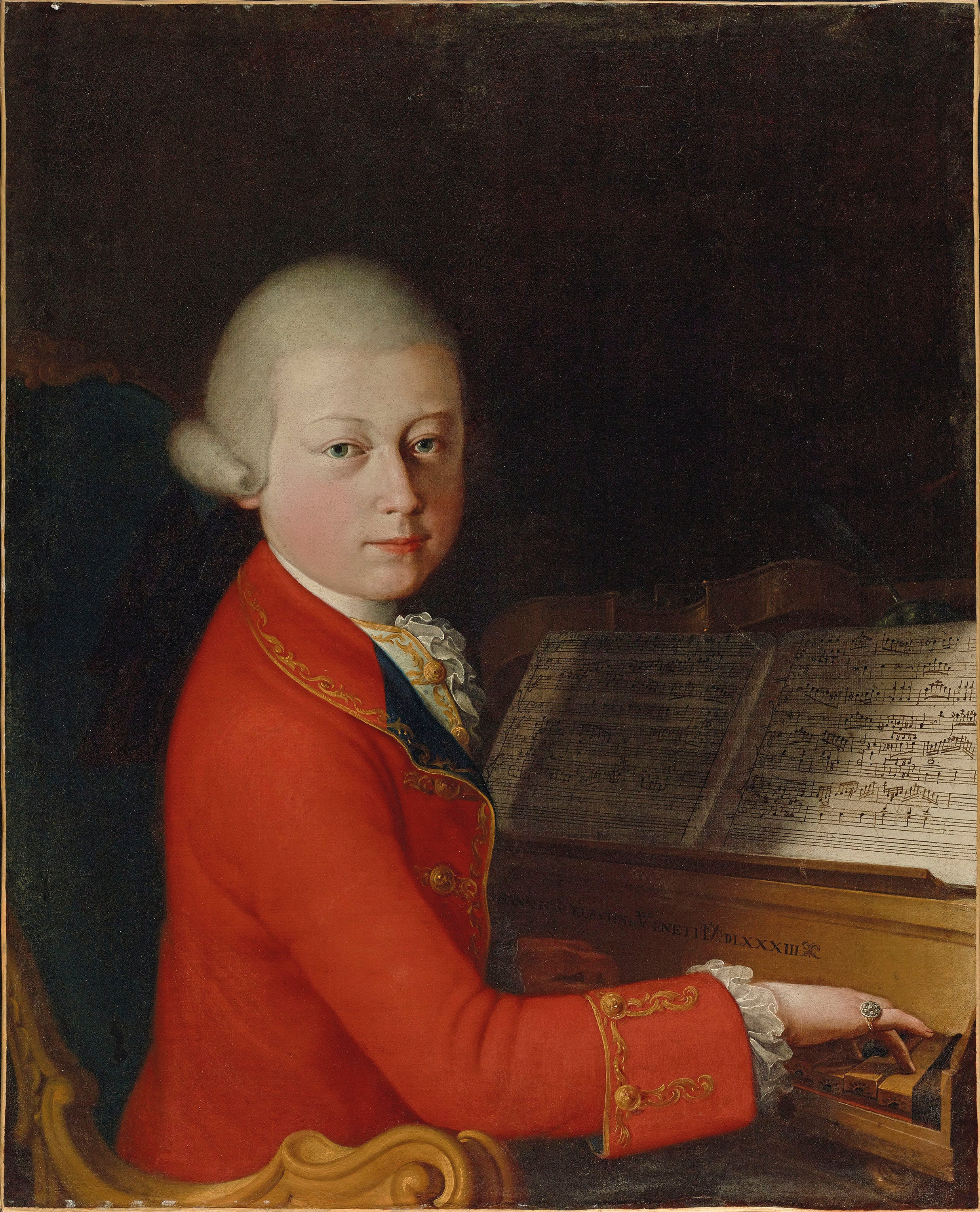
Gemälde Mozarts von Saverio dalla Rosa, Januar 1770

Mozart komponierte die Sinfonie Köchelverzeichnis (KV) 128 im Mai 1772 als Auftakt zu einer sechsteiligen Sinfoniegruppe (siehe bei KV 130). Innerhalb dieser Gruppe bildet sie mit der Sinfonie KV 129 insoweit ein Werkpaar, als beides – neben derselben „kleinen“ Besetzung – dreisätzige Sinfonien ohne Menuett sind. Zudem ist der Charakter der Schlusssätze ähnlich. Andererseits sind z. B. die Kopfsätze eher gegensätzlich angelegt (bilden aber insofern auch ein Pendant zueinander): KV 128 I mit der „stärker rhythmisch betonten Schreibweise“ bzw. „großflächig, gewissermaßen stabil angelegt“, KV 129 I dagegen eher mit einer „italienisch geprägte(n) flüssig-elegante(n) Diktion“ bzw. „flexibel, graziös, immer in Veränderung begriffen“ und (ebenso wie Teile vom Kopfsatz der Sinfonie KV 132) in Richtung auf Johann Christian Bach weisend.

## Zur Musik
Besetzung: zwei Oboen, zwei Hörner in C, zwei Violinen, Viola, Cello, Kontrabass. In zeitgenössischen Orchestern war es zudem üblich, auch ohne gesonderte Notierung Fagott und Cembalo (sofern im Orchester vorhanden) zur Verstärkung der Bass-Stimme bzw. als Generalbass-Instrument einzusetzen.
Aufführungszeit: ca. 12 Minuten.
Bei den hier benutzten Begriffen der Sonatensatzform ist zu berücksichtigen, dass dieses Schema in der ersten Hälfte des 19. Jahrhunderts entworfen wurde (siehe dort) und von daher nur mit Einschränkungen auf die Sinfonie KV 128 übertragen werden kann. – Die hier vorgenommene Beschreibung Gliederung der Sätze ist als Vorschlag zu verstehen. Je nach Standpunkt sind auch andere Abgrenzungen und Deutungen möglich.

### Erster Satz: Allegro maestoso
C-Dur, 3/4-Takt, 137 Takte
Die Audiowiedergabe wird in deinem Browser nicht unterstützt. Du kannst die Audiodatei herunterladen.
Die Sinfonie eröffnet als Quartsprung abwärts im Unisono, dem „Motto“ der Sinfonie, und einer Staccato-Triolenbewegung der Violinen im Piano. Diese viertaktige Einheit wird wiederholt („Hauptthema“). Ab Takt 9 greift das ganze Orchester forte die Triolenfigur in mehr fließender Bewegung auf, wobei die dreifache Tonwiederholung auffällt, die ab Takt 16 unisono nochmals fanfarenartig betont wird. Die Passage entfaltet „eine flächige Pracht, die auf recht äußerliche Weise majestetisch“ wirkt. Die Triolenbewegung wird dann als Dialog gebrochener Akkorde zwischen Viola / Bass und den Violinen fortgesetzt. Im inzwischen etablierten G-Dur (Dominante) schließt nun ein Abschnitt mit sich fast überschlagender Bewegung (große Intervallsprünge von mindestens einer Oktave) in den Violinen an. Auf die kurze Moll-Trübung im Piano (Takt 38 ff.) folgt dann nachsatzartig eine viertaktige Passage, bei dem ein Bassmotiv mit „hüpfendem“ Sechzehntel-Vorschlag, Tonrepetition und Oktavsprung von Tremolo wiederum starken Intervallsprüngen der Violinen überlagert ist (Takt 42 ff.). Die Schlussgruppe (Takt 46 ff.) basiert auf einer Vorschlagsfigur der Violinen, während der Bass den Anfang vom „Hüpfmotiv“ fortsetzt.
Die Durchführung (Takt 54–84) beginnt als dramatisches Forte-Tremolo in der harmonisch fernen Tonart Es-Dur, das abrupt nach g-Moll umschlägt und über einen Septnonakkord auf A d-Moll erreicht, in dem nun eine kontrastierende Piano-Passage in Legato-Bewegung folgt. Dieser Abschnitt wird mit veränderten Harmonien wiederholt, wobei Mozart nach E-Dur moduliert. In dieser Tonart beginnt ab Takt 74 die Abwärts-Sequenzierung eines Laufmotivs im Dialog Bass – Violine. Die schroffen harmonischen Wechsel der Durchführung reichen bis in die Reprise hinein: So lässt Mozart bei der Wiederholung des ersten thematischen Viertakters kurz E-Dur, a-Moll und F-Dur anklingen. Die übrige Reprise entspricht strukturell der Exposition.
Peter Brown interpretiert den Satz, dem nichts majestätisches anhafte, als Parodie. KV 128 ist die erste Sinfonie, bei der Mozart Durchführung und Reprise im Gegensatz zur Exposition nicht mit Wiederholungszeichen versehen hat.

### Zweiter Satz: Andante grazioso
G-Dur, 2/4-Takt, 67 Takte
Die Audiowiedergabe wird in deinem Browser nicht unterstützt. Du kannst die Audiodatei herunterladen.
Der Satz ist nur für Streicher gehalten und bekommt dadurch sowie die Verwendung von Imitationstechnik seinen kammermusikalischen Charakter: Die Anfänge der beiden Hauptthemen / Motive (Takt 1–10 etwas getragene Figur mit Triller; Takt 15–20: Sechzehntelfolge im Staccato) lässt Mozart versetzt in den Instrumenten auftreten, zwischengeschaltet ist eine kurze homophone Passage, die mit einem neuen sanglichen Motiv zur Dominante D-Dur wechselt. Auch die Schlussgruppe (Takt 20 ff.) ist dialogisch gearbeitet: zunächst zwischen Bass (Lauf aufwärts) und Viole / Violine, dann als Schaukelfigur zwischen den Violinen.
Der Mitteil („Durchführung“, Takt 27–41) spinnt den Gedanken vom Satzanfang zunächst nach a-Moll fort und geht dann in eine Folge kadenzierender Aufwärts-Läufe der 1. Violine über. Die Reprise (Takt 42 ff.) ist ähnlich der Exposition strukturiert. Exposition sowie Durchführung und Reprise werden wiederholt.

### Dritter Satz: Allegro
C-Dur, 6/8-Takt, 105 Takte
Die Audiowiedergabe wird in deinem Browser nicht unterstützt. Du kannst die Audiodatei herunterladen.
Das Allegro ist als Rondo mit dem Hauptthema (Refrain) und zwei Couplets aufgebaut. Der zehntaktige Refrain steht durchweg im Forte und ist durch seinen Wechsel von „aufwärts“- Frage und „abwärts“- Antwort im weitgehenden Unisono gekennzeichnet. Insbesondere der Refrain und das zweite Couplet (Takt 70–89) mit stimmführenden Hörnern legen Assoziationen von Jagdthematik nahe.
Im ersten, recht langen Couplet (Takt 11–59) sind mehrere kleine, z. T. kontrastierende Motive hintereinandergesetzt. Der Beginn im Piano wirkt durch die Synkopen locker-tänzerisch, nachsatzartig gefolgt von einem Lauf-Motiv im Dialog 2. Violine – Viola / Bass, einer Passage mit Orgelpunkt auf G und einem Abschnitt in a-Moll mit energischem Tremolo auf E. Auch die Rückführung zum reprisenartigen Auftritt des Refrains ist recht ausführlich gestaltet (Takt 45–59).
Mozart beendet den Satz als kurze Coda mit Tremolo, Hornfanfaren und Akkordmelodik auf C.